# Eukoenenia meridiana
Eukoenenia meridiana är en spindeldjursart som beskrevs av Jules Rémy 1960. Eukoenenia meridiana ingår i släktet Eukoenenia och familjen Eukoeneniidae. Inga underarter finns listade i Catalogue of Life.